# Konstantin Rommelfangen
Konstantin Rommelfangen (* 28. Januar 1991) ist ein luxemburgisch-deutscher Schauspieler.

## Leben
Rommelfangen hat in Wien Geschichte studiert, unterbrach aber das Studium, um zwischen 2012 und 2013 in der luxemburgischen Sitcom Comeback zu spielen. Von 2014 bis 2019 studierte er in der Schweiz an der Hochschule der Künste Bern. In der Spielzeit 2018/19 war er im Saarländischen Staatstheater in dem Stück Tom auf dem Land zu sehen. Seit 2019 ist er in der luxemburgischen Fernsehserie Capitani zu sehen.

## Filmografie
- 2010: Ons Identitéit
- 2011: Ons Éducatioun - De sëchere Wee
- 2012: Dinner für Gewinner (Kurzfilm)
- 2012–2013: Comeback (Fernsehserie, 24 Folgen)
- 2013: Onst Gewëssen: Wat dir net packt geet an Afrika
- 2013: Wien Energie – Wie wir leben wollen (Kurzfilm)
- 2013: Fieber
- 2014: Eine neue Zeit (Eng nei Zäit)
- 2018: Zëmmer ze verlounen (Fernsehserie)
- 2018: De Superjhemp retörns (Superchamp Returns)
- 2019: Is That, Like, Your Real Job? (Kurzfilm)
- seit 2019: Capitani (Fernsehserie)
- 2019: Windstill
- 2020: L’enfant caché
- 2020: Himbeeren mit Senf
- 2021: Super-GAU – Die letzten Tage Luxemburgs (An zéro – Comment le Luxembourg a disparu)
- 2021: Hinterland

## Theater
- 2009: Music-hall –Lagarce (Théâtre du Centaure, Luxemburg, Regie: Jill Christophe)
- 2010: Dow Jones – Helminger (Théâtre National du Luxembourg, Regie: Anne Simon)
- 2011: Peanuts –Paravidino (Independent Little Lies, Regie: Jill Christophe)
- 2013: Luftburg (oder Als die Blase endlich platzte) – Biever (Théâtre National du Luxembourg, Regie: Fabienne Biever / Andreas Wagner)
- 2016: Das Leben ein Traum –Pasolini-Calderón (Théâtre National du Luxembourg, Regie: Frank Hoffmann)
- 2016: Liebelei – Schnitzler (Kaleidoskop-Theater Bettembourg, Regie: Marion Rothhaar)
- 2016: Theater der Dinge – (Hochschule der Künste Bern)
- 2017: Dogville – Trier / Lösch (Hochschule der Künste Bern, Volker Lösch)
- 2017: Die grandiose Komödie über die nicht ganz unverdiente vollkommene Vernichtung der menschlichen Existenz, Episode III (Hochschule der Künste Bern, Regie: Lukas Lippeck)
- 2018–2019: Tom auf dem Lande – Bouchard (Staatstheater Saarbrücken, Regie: Max Claessen)
- 2019: Die Nacht von Crécy  – (Théâtre National du Luxembourg, Regie: Jacqueline Posing-van Dyck)
- 2019: Wiedersehen Aarberg (Hochschule der Künste Bern, Regie: Antonio Luque, Konstantin Rommelfangen)
- 2019: Back to Wollyhood: RIDE THE HIGH (Grosse Halle, Reitschule Bern)
- 2019–2020: Jugend ohne Gott

(Landestheater Coburg, Regie: Maike Bouschen)
- 2020: Das letzte Feuer (Les Théâtres de la Ville de Luxembourg, Regie: Anna-Elisabeth Frick)
- 2020: Mäcbess	 (Volleksbuehn)
- 2020: De Romeo an d’Juliette (Volleksbuehn)
- 2020: Rote Nelken für Herkul Grün (Kasemattentheater Luxemburg, Serge Tonnar)
- 2020: Was heißt hier Liebe? (Théâtre Municipal de la ville d'Esch-sur-Alzette, Regie: Nickel Bösenberg)